# イオン鹿児島谷山店

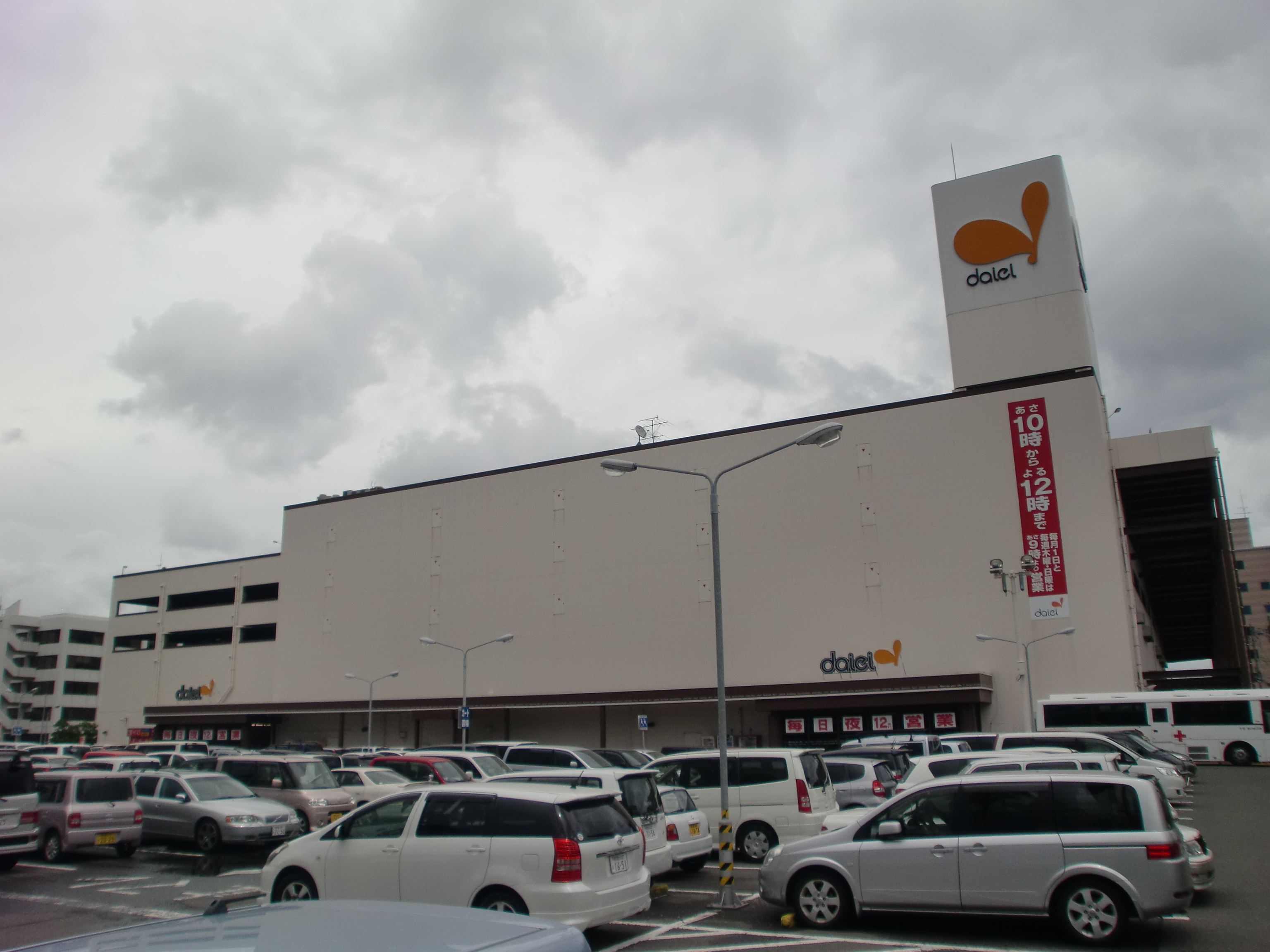
ダイエー時代の鹿児島谷山店

イオン鹿児島谷山店（イオンかごしまたにやまてん）は鹿児島県鹿児島市南栄五丁目にあった大型商業施設（ショッピングセンター）である。
1996年3月31日にハイパーマート鹿児島谷山店として開業、その後ダイエー鹿児島谷山店を経て、イオン鹿児島谷山店となる。2017年1月31日をもって閉店した。

## 概要
建物は地上5階建て。開業当初はハイパーマート鹿児島谷山店で九州で3番目に誕生したハイパーマートだった。開業当初の売り上げ目標は63億円。かつて株式会社城山観光が当店の土地を所有していたが民事再生法による再建で自社の土地と共に売却された、後に再び土地と建物は賃貸に戻っている。2002年9月1日にダイエーに改名している。 
2015年9月1日にイオン九州に同店の営業権が承継され、イオン鹿児島谷山店となった。九州地区の旧ハイパーマート店舗でイオン九州に継承されるまで営業を続けていたのは当店舗のみであった。
2016年8月12日にイオン九州及びイオンストア九州は、鹿児島市南部の大型商業施設の競争激化による環境変化により閉店を判断し、土地建物の賃貸契約期間が満了する2017年1月31日を以て閉店することを発表した。ピーク時年間80億円を売り上げていたが、近年は約4分の1に減少していた。
跡地は鹿児島徳洲会病院が移転先として取得し、2021年12月に移転・開院した。

## フロア構造
| 階       | フロア概要             |
| -------- | ---------------------- |
| 5F・屋上 | 立ち入り禁止           |
| 4F       | 立ち入り禁止           |
| 3F       | 駐車場・自販機コーナー |
| 2F       | 衣料品のフロア         |
| 1F       | 食品・生活用品のフロア |

## テナント
出店全店舗一覧は公式サイト「ショップリスト」（2017年1月22日分・ショップリストのGoogleキャッシュ）を参照。